# Taipingzhuang (sockenhuvudort i Kina, Shanxi Sheng, lat 39,05, long 112,14)
Taipingzhuang är en sockenhuvudort i Kina. Den ligger i provinsen Shanxi, i den norra delen av landet, omkring 140 kilometer norr om provinshuvudstaden Taiyuan. Antalet invånare är 6 650. Befolkningen består av 3 045 kvinnor och 3 605 män. Barn under 15 år utgör 14,0 %, vuxna 15-64 år 76 %, och äldre över 65 år 9,0 %.
Runt Taipingzhuang är det ganska tätbefolkat, med 83 invånare per kvadratkilometer. Närmaste större samhälle är Yangfangkou, 17,8 km öster om Taipingzhuang. Trakten runt Taipingzhuang består i huvudsak av gräsmarker.
Genomsnittlig årsnederbörd är 613 millimeter. Den regnigaste månaden är juli, med i genomsnitt 191 mm nederbörd, och den torraste är januari, med 2 mm nederbörd.